# Cool Britannia
Cool Britannia ist ein Medienbegriff, der in der Mitte der 1990er Jahre, zur Beschreibung zeitgenössischer Kunst, in Großbritannien verwendet wurde. Der Begriff ist eng verbunden mit den frühen Jahren von New Labour unter Tony Blair. Es ist ein Wortspiel mit dem Titel des patriotischen Liedes Rule, Britannia!.

## Wortherkunft
Der Begriff Cool Britannia wurde erstmals 1967 von der Bonzo Dog Doo-Dah Band als Songtitel verwendet. Es besteht aber wahrscheinlich keine Verbindung zu der modernen Prägung des Begriffs. Cool Britannia tauchte Mitte der 1990er Jahre als Handelsname von einer Ben & Jerry’s-Eissorte (Vanille mit Erdbeeren und mit Schokolade überzogenem Shortbread), wieder auf. Der Name und das Rezept wurden von Sarah Mynihan-Williams, einer amerikanischen Anwältin, die in London lebt, Anfang 1996 geprägt und waren der siegreiche Beitrag zu einem Wettbewerb von Ben & Jerry’s. Der Name des Eises sollte die Ära von New Labour ankündigen, die mit dem Wahlsieg im Mai 1997 begann. Der Begriff Cool Britannia wurde schnell in den Medien und der Werbung aufgenommen.

## Kultur der 1990er
Im Kern bezog sich der Begriff Cool Britannia auf die kurzlebige, modische Szene Londons; Bands wie Blur und Oasis, Modedesigner, die Young British Artists und Zeitschriften. Unter Cool Britannia wurde auch die Stimmung in Großbritannien, während der Britpop-Bewegung, als eine plötzliche, lebhafte, britische Rockbewegung aufkam, zusammengefasst. Oft wird die Popularität von Austin Powers und das Wiederaufkommen der James-Bond-Filme als wichtiger Faktor für die Verbreitung von Cool Britannia angesehen. Im März 1997 veröffentlichte die Vanity Fair eine Sonderausgabe über Cool Britannia, mit Liam Gallagher und Patsy Kensit und der Überschrift London Swings! Again! auf dem Cover. 1998 schrieb The Economist, dass bereits viele Menschen den Begriff Cool Britannia nicht mehr hören könnten.
Obwohl sich der Begriff Cool Britannia eigentlich nicht nur auf England, sondern auf das gesamte Königreich bezieht, existieren ähnliche Begriffe für Wales („Cool Cymru“) und Schottland („Cool Caledonia“), die allerdings nie die gleiche Popularität erreichten.